# Collégiale royale de Roncevaux
La Collégiale royale de Roncevaux est un édifice religieux situé à Roncevaux, en Navarre, en Espagne. Fondée au XIIe siècle par Alphonse Ier le Batailleur en tant qu'institution hospitalière, elle fut par la suite agrandie et remodelée. Elle marque une importante étape du pèlerinage de Saint-Jacques-de-Compostelle.
La collégiale, encore en activité, se trouve dans un vallon situé à proximité du site de la Bataille de Roncevaux, qui eut lieu en 778. Elle constitue un lieu important de l'histoire des Basques et représente un bel exemple d'architecture gothique. Pour ces différentes raisons, le ministère espagnol de la culture l'a classée monument historique en 1993.

## Historique
Le col de Roncevaux ou d'Ibañeta forme un passage naturel entre la péninsule Ibérique et le territoire actuel de la France pratiqué depuis des siècles. Celtes, Romains, Wisigoths et Carolingiens utilisaient ce lieu, qui devient, avec le développement du pèlerinage de Compostelle, un point de passage important depuis la France. L'engouement provoqué par les reliques galiciennes entraîne la naissance d'un petit bourg à proximité du col, où existe un petit hospice pour pèlerins, l'hôpital de San Agustín.
Vers 1127, Alphonse Ier d'Aragon, roi d'Aragon et de Navarre (1104-1134), décide de la fondation d'une institution hospitalière sur le chemin de Compostelle, afin de venir en aide aux pèlerins venant de France. Le site retenu, Roncevaux, est en effet situé après le difficile passage du col d'Ibañeta. 
Il charge l'évêque de Pampelune, Sancho Larrosa, de la construction de l'édifice. García Ramírez, roi de Navarre de 1134 à 1150, favorise par la suite l'institution qui devient un centre important d'accueil des voyageurs. Au siècle suivant, le roi de Navarre Sanche VII entreprend le réaménagement du site avec la construction de l'église collégiale de Santa María la Real, encore visible aujourd'hui. À la suite de la bataille de Las Navas de Tolosa en 1212, Sanche VII vient déposer les chaînes de la tente du roi almohade Muhammad an-Nasir, à l'origine du blason de la Navarre.
Le complexe hospitalier connaîtra par la suite de nombreuses modifications qui ne porteront toutefois pas atteinte aux principaux édifices médiévaux. Roncevaux continue aujourd'hui à recevoir les pèlerins partis sur le chemin de Saint-Jacques.

## Description

### L’église de Santa María la Real

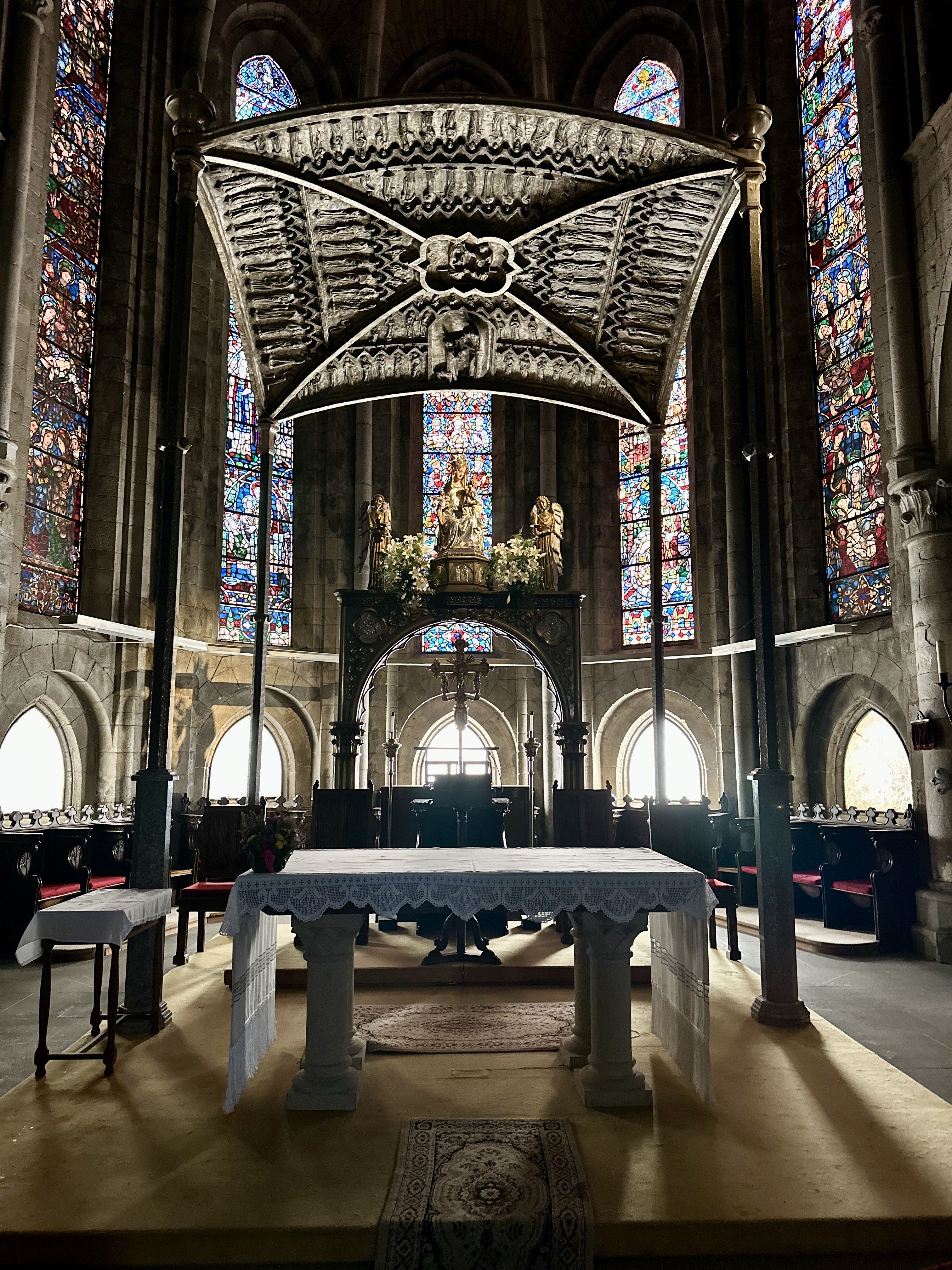
Intérieur de l'église de Santa María la Real

Inspirée de Notre-Dame de Paris, mais à plus petite échelle, la collégiale fut commencée vers 1209 en style gothique. Elle abrite une très belle statue en bois de la Vierge à l'Enfant assise sur un trône, plaquée d'argent à l'exception des mains et des visages, rapportée de Toulouse au début du XIVe siècle.
Elle présente un plan à trois nefs, la centrale étant deux fois plus large que les collatéraux. Ces nefs se divisent en cinq travées auxquelles il faut ajouter dans la nef centrale un chevet pentagonal.

### La chapelle San Agustín
De plan carré, elle possède une splendide voûte sur croisée d'ogives en étoile, c’est l'ancienne salle capitulaire gothique du XIVe siècle.
Elle abrite la dépouille du roi de Navarre Sanche VII le Fort (1194 – 1234), vainqueur à la Bataille de Las Navas de Tolosa contre les Almohades en 1212 aux côtés des Castillans et Léonais, ainsi que celle de sa femme Clémence. Le gisant du tombeau du roi, particulièrement expressif, fut sculpté sous le règne de son successeur Thibaud Ier (1234 – 1253)
Les chaînes qui entouraient la tente du chef Almohades, connu sous le nom de Miramolin, présentes sur le blason de la Navarre, sont présentées dans le chœur.

### La chapelle de Santiago ou delos Peregrinos
Érigée au XIIIe siècle en style gothique, elle est d'une harmonieuse simplicité et possède une seule nef voûtée sur croisée d'ogive.
Le pignon est couronné d'un clocher où fut installée la célèbre cloche de San Salvador de Ibañeta.

### La chapelle Sancti Spiritus
C'est le plus ancien bâtiment de Roncevaux, et se situe à côté de la chapelle de Santiago.
Malgré les travaux d'aménagement successifs, cette chapelle présente un intérêt historique et artistique considérable. 
Elle fut érigée en style roman au XIIe siècle sur la roche où, d'après la légende, Roland aurait brisé son épée Durandal après la défaite.
Sommée d'une croix, cette chapelle, de plan carré et voûtée sur croisée d'ogives, servait de sépulture aux pèlerins qui décédaient à l'hôpital.
Elle possède en outre une crypte voûtée en berceau. Au début du XVIIIe siècle, on ajouta à l'ensemble un porche avec des arcs en plein cintre, dont les murs étaient décorés de peintures, disparues, illustrant la fameuse bataille.

### L'accueil despèlerinsselon la «Préciosa.»
La collégiale de Roncevaux conserve un magnifique manuscrit du tout début du XIIIe siècle comprenant un poème, rédigé par un clerc érudit, qui fait l'éloge de l'établissement, tel un « dépliant touristique » : « Maison vénérable, maison glorieuse, maison admirable, maison fructueuse, qui dans les monts Pyrénées fleurit comme une rose, largement favorable à tous les peuples de l'univers ! »
On peut se demander si un tel tableau est toujours d'actualité à la fin du XVe siècle, lorsque Jean de Tournai visite ce « paradis de pèlerin » comme une curiosité locale et préfère loger à l'auberge voisine.

## Galerie

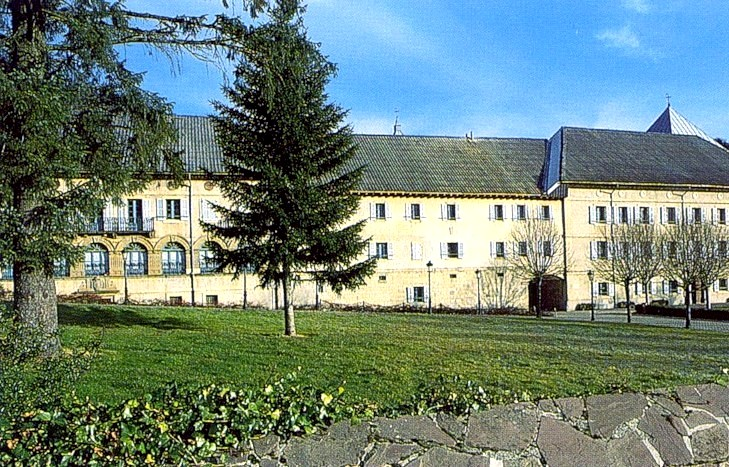
La Collégiale
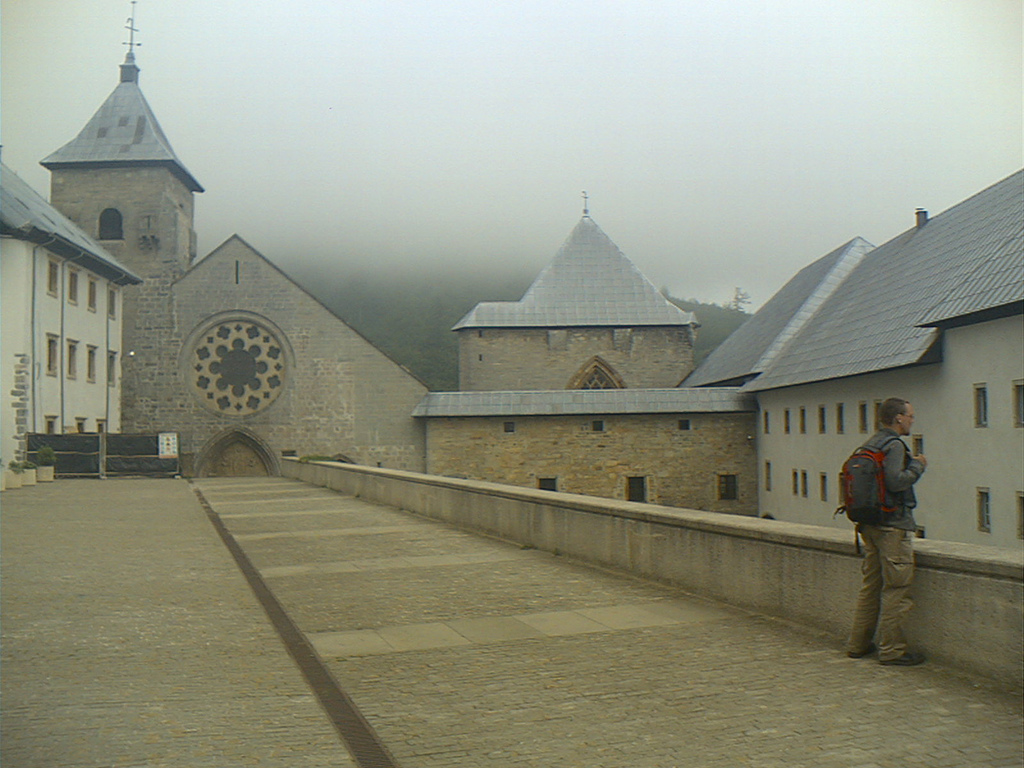
La collégiale
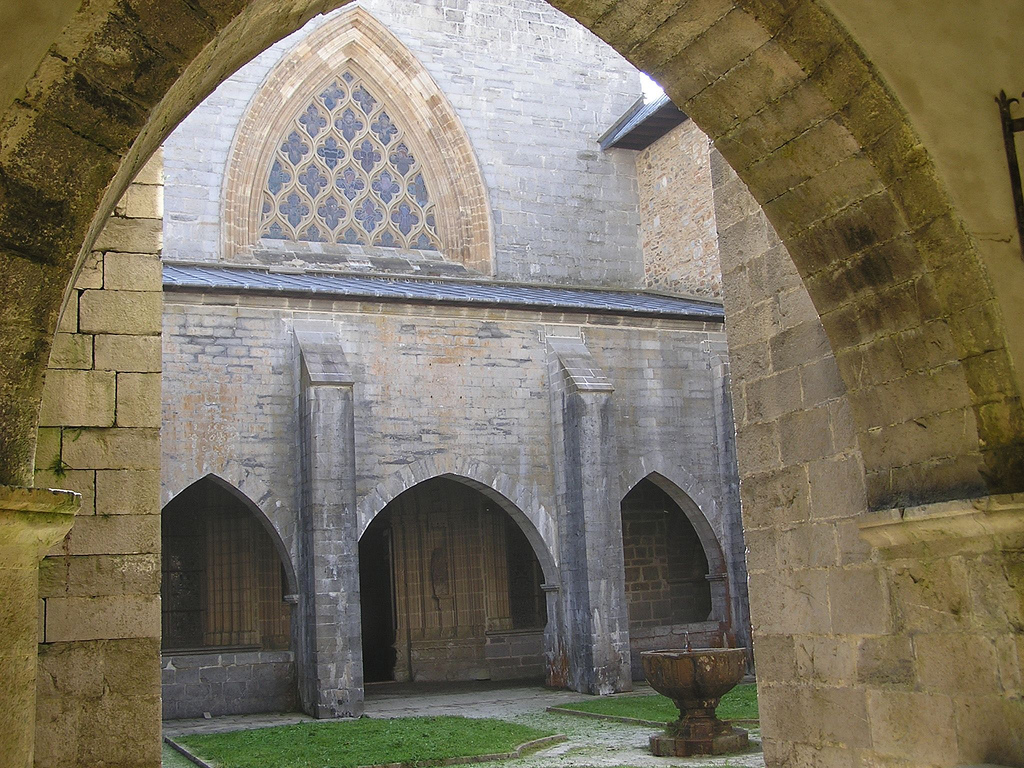
Le cloître gothique et la chapelle San Agustín
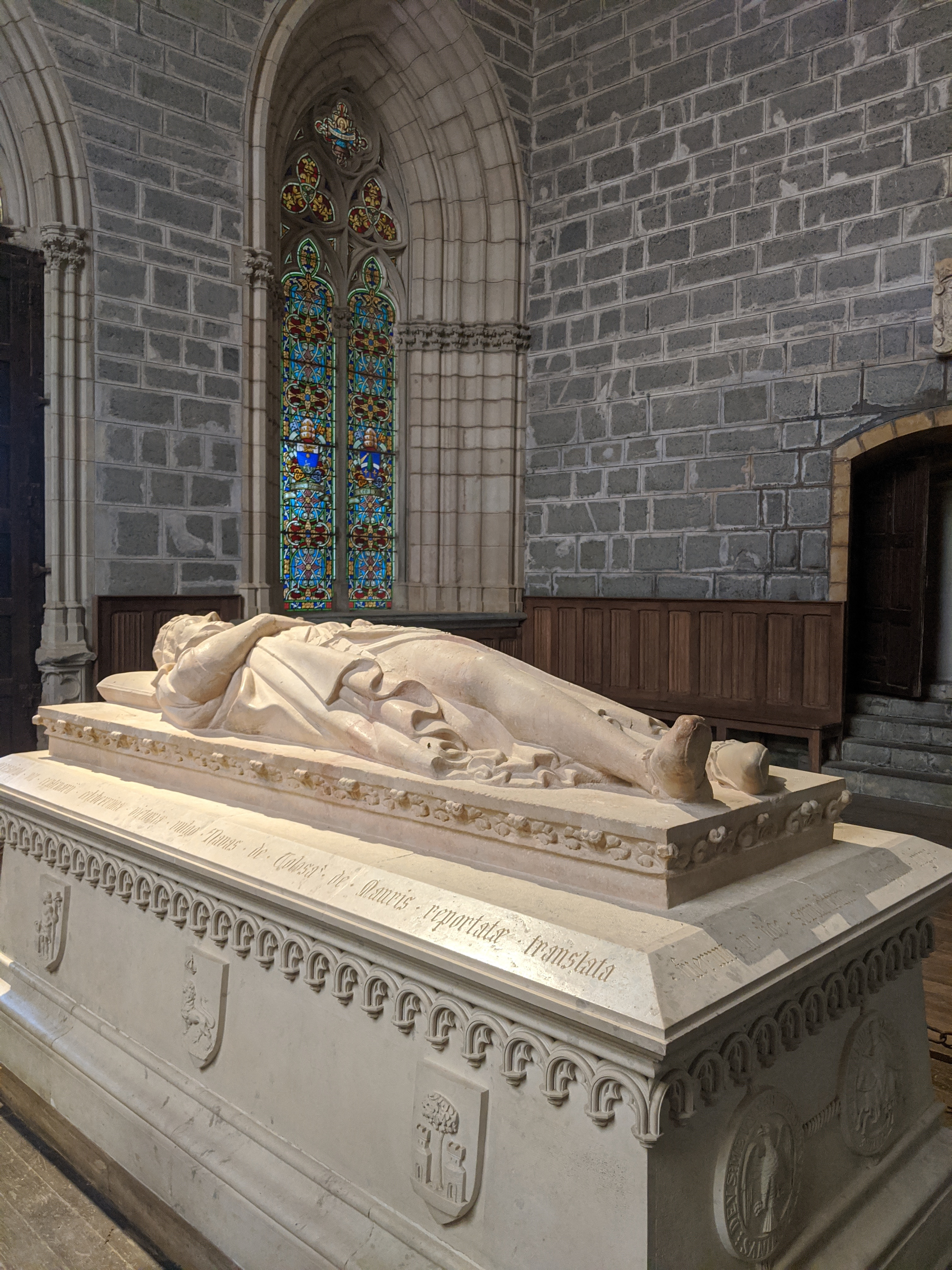
Gisant du roi de Navarre Sanche VII
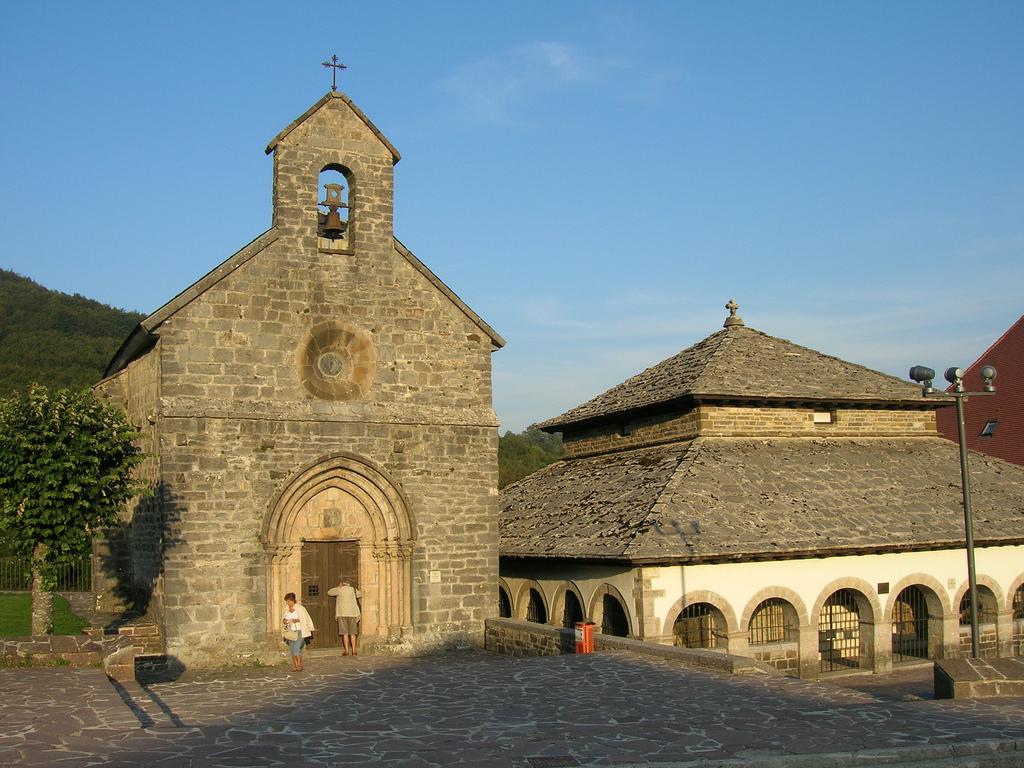
La chapelle de Santiago et la chapelle Sancti Spiritus

## La collégiale au cinéma
- 2005 : Saint-Jacques... La Mecque de Coline Serreau